# Gilbrano Plet
Gilbrano Plet (Amsterdam, 5 maart 1993) is een Nederlands voetballer, die doorgaans speelt als aanvaller. In juli 2025 tekende hij voor SC Buitenboys.

## Carrière
Plet werd geboren in Amsterdam, maar sloot zich al snel aan bij de jeugdopleiding van Almere City. Daar ontwikkelde hij zich zo goed, dat hij zich op 9 december 2011 mocht melden voor de thuiswedstrijd tegen Go Ahead Eagles, waarin hij mocht invallen voor Vojtěch Schulmeister. Dat seizoen speelde hij ook nog tegen AGOVV Apeldoorn. Na ruim een half jaar niet gespeeld te hebben, maakte Plet zijn rentree op 21 september 2012, tegen De Graafschap.
In de zomer van 2014 verliet hij Almere en hij verkaste naar Spakenburg. Na een half jaar verkaste de aanvaller naar SDC Putten. Bij Putten speelde Plet anderhalf jaar voor hij naar USV Hercules trok. Een jaar later verkaste de aanvaller naar DOVO. Aan het einde van het kalenderjaar 2017 besloot hij om zijn contract bij DOVO in te leveren en te vertrekken. Hierna keerde de aanvaller terug bij USV Hercules, wat hij een jaar ervoor had verlaten.
Direct na zijn overschrijving naar Hercules tekende Plet een voorcontract bij Sparta Nijkerk, dat per juli 2018 in zou gaan. De aanvaller speelde vier seizoenen bij Sparta en stapte medio 2022 over naar Rijnsburgse Boys. Een halfjaar na zijn komst, verkaste Plet weer naar Batavia '90. SC Buitenboys contracteerde hem voor het seizoen 2025/26, nadat hij een jaar zonder club had gezeten.